# Georg Frotscher

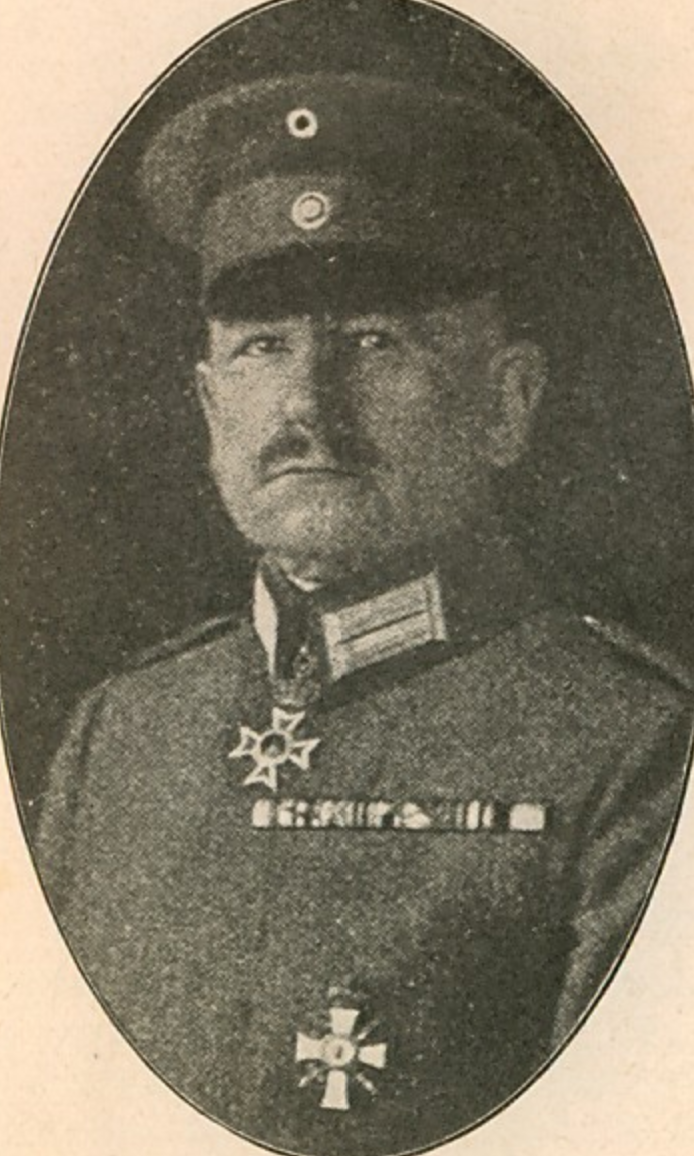
Georg Frotscher

Georg Frotscher (* 30. April 1868 in Chemnitz; † 27. Februar 1943 in Berlin) war ein deutscher General der Infanterie.

## Leben
Frotscher trat am 1. April 1887 als Fahnenjunker in das 8. Infanterie-Regiment „Prinz Johann Georg“ Nr. 107 der Sächsischen Armee ein. Er absolvierte die preußische Kriegsschule in Glogau und die Kriegsakademie in Berlin. Bis zum Ersten Weltkrieg diente er als Kommandeur und Generalstabsoffizier in verschiedenen Einheiten. Mit Kriegsbeginn wurde Frotscher als Chef des Generalstabes im XIX. (II. Königlich Sächsisches) Armee-Korps eingesetzt bis 1917. Dann wechselte er in gleicher Position zur 8. Armee. Ab 1918 führte er als Kommandeur erst die 104. Infanterie-Brigade, dann die 53. Reserve-Division (3. Königlich Sächsische) und schließlich die 245. Infanterie-Brigade.
Er wurde am 5. Mai 1918 mit der höchsten preußischen Tapferkeitsauszeichnung, dem Orden Pour le Mérite ausgezeichnet.
Frotscher erhielt am 27. August 1939, dem sogenannten Tannenbergtag, den Charakter als General der Infanterie verliehen.